# A Girl's Night Out
A Girls Night Out foi uma série de concertos pela cantora Rihanna, para beneficiar a sua fundação The Believe Foundation. As actuações foram feitas gratuitamente para o público. Os patrocinadores doaram o dinheiro necessário para cuidados médicos, material escolar e brinquedos para crianças carentes.

## Alinhamento
1. "Pon de Replay"
2. "Let Me"
3. "Rehab"
4. "SOS"
5. "Good Girl Gone Bad"
6. "Hate That I Love You"
7. "Unfaithful"
8. "Don't Stop The Music"
9. "Shut Up and Drive"
10. "Umbrella"

## Datas
| Data                | Cidade        | País           | Local                 |
| ------------------- | ------------- | -------------- | --------------------- |
| América do Norte    |               |                |                       |
| 26 de Março de 2008 | Chicago       | Estados Unidos | Vision Night Club     |
| 28 de Março de 2008 | São Francisco | Estados Unidos | Ruby Skye             |
| 9 de Abril de 2008  | Nova Iorque   | Estados Unidos | The Highline Ballroom |